# مسجد تون حسين أون
مسجد تون حسين أون أو مسجد لاركين (بالملايو: Tun Hussein Onn Jamek Mosque) هو مسجد يقع في بلدة لاركين التابعة لمدينة جوهر بهرو في ولاية جوهر في ماليزيا، سمي المسجد باسم رئيس وزراء ماليزيا الثالث تون حسين أون والذي حكم قي الفترة (1976 - 1981) .